# Семиківський заказник
Семи́ківський зака́зник — гідрологічний заказник загальнодержавного значення в Україні. Розташований у межах заболоченої заплави річок Стрипи та Студенки (притока Стрипи), між селами Росохуватець, Семиківці та Соснів Тернопільського району Тернопільської області. 
Загальна площа 164 га. Створений відповідно до постанови РМ УРСР № 132 від 25 лютого 1980 року, постановою КМ України № 584 від 12 жовтня 1992 року заказник затверджений як об'єкт природно-заповідного фонду загальнодержавного значення. Перебуває у віданні ТзОВ «Незалежність» Козівського району (52 га), сільськогосподарських підприємств «Слава» (53) та «Стрипа» (50,4), Соснівської сільради (7,6) Теребовлянського району. 
Типові для західного лісостепу болота. Під охороною — низинні трав'янисті болота, де переважають очеретяні, осокові та очеретяно-осокові угрупування. Відіграють велику роль у живленні річки Стрипи, ґрунтових вод і як природний фільтр очищення забруднених вод. Середня глибина 2,5 м. Болота мають важливе водорегулююче значення. 
З водно-болотяних птахів водяться кулики, очеретянки, мартини, норці, качки, сови, лунь очеретяний та інші.